# 青岛恒星科技学院
青岛恒星科技学院是中华人民共和国山东省的一所民办本科高校，成立于2001年，校址位于中华人民共和国山东省青岛市李沧区崂山西麓。
截至2022年3月，青岛恒星科技学院占地面积93.1万平方米，校舍建筑面积59.7万平方米，教学行政用房面积25.35万平方米 。

## 历史沿革[2]
2001年11月13日，青岛恒星科技专修学院正式成立。
2003年4月24日，在青岛恒星科技专修学院的基础上建立了青岛恒星职业技术学院。
2014年5月16日，青岛恒星职业技术学院更名为青岛恒星科技学院，升格为本科层次的普通高校。
2018年，学校获得学士学位授予权。

## 院系
学校设有14个二级学院：
健康管理学院、艺术与传媒学院、马克思主义学院、育才学院、机械与汽车工程学院、信息工程学院、建筑工程学院、商学院、旅游管理学院、人文学院、国际教育学院、教育学院、体育学院、农学院。